# Bund der historischen deutschen Schützenbruderschaften

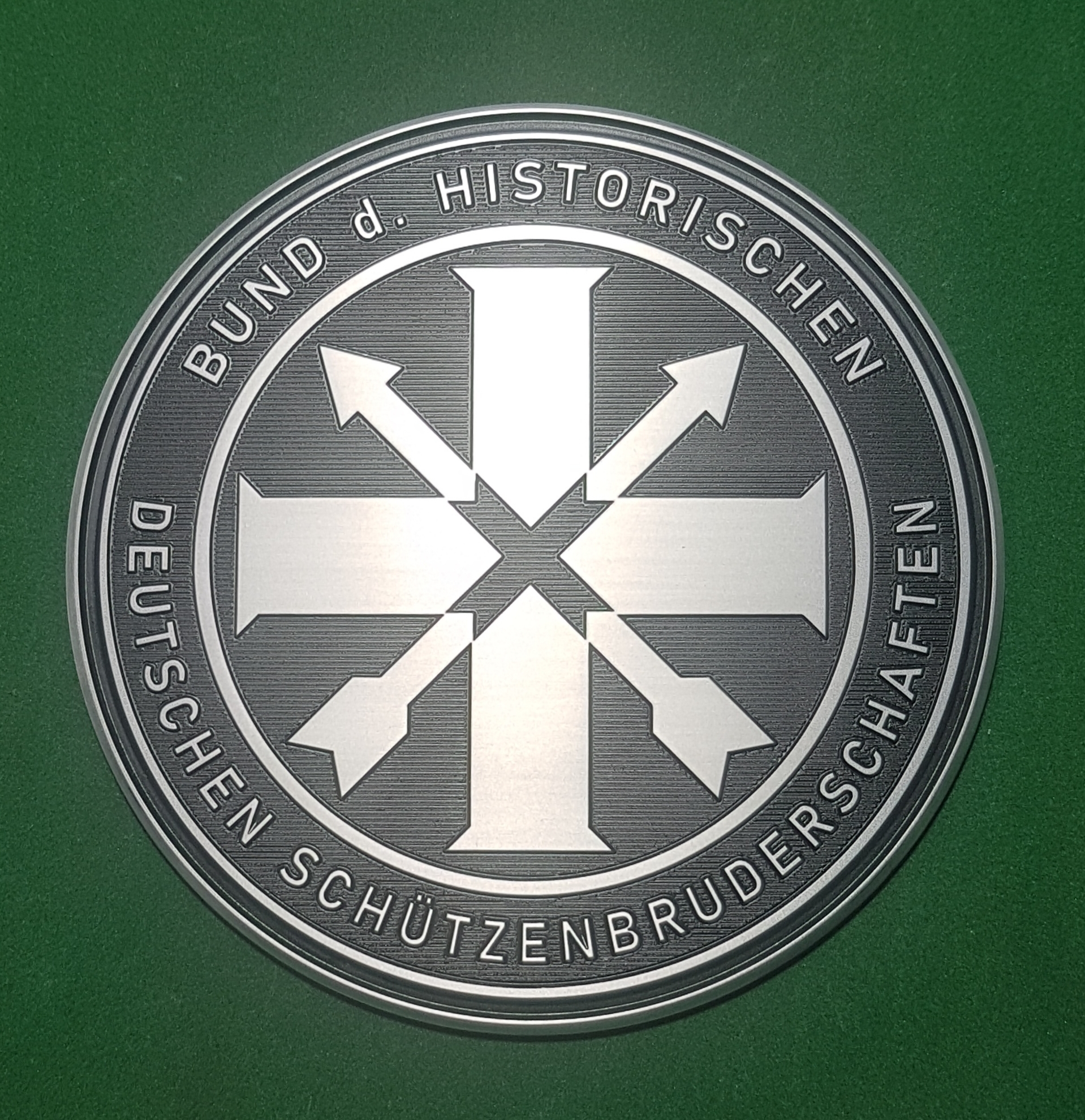
Emblem

Der Bund der Historischen Deutschen Schützenbruderschaften e. V. (BHDS) wurde am 27. Februar 1928 unter dem Namen Erzbruderschaft vom Heiligen Sebastianus von Peter Louis gegründet. Er ist einer der größten Zusammenschlüsse von Schützenbruderschaften in Deutschland. Er umfasst ca. 1.300 Bruderschaften mit 250.000 aktiven Schützen und 600.000 Mitgliedern. Er versteht sich als Dachorganisation der deutschen katholischen Schützenbruderschaften. Das Motto des Verbandes lautet „Für Glaube, Sitte und Heimat“.

## Struktur
Der Verein besteht aus den sechs Diözesanverbänden Aachen, Essen, Köln, Münster, Paderborn und Trier mit seinen Bezirksverbänden.
Der Bund wird geführt von einem Hochmeister, dem Bundesschützenmeister und als geistlichen Begleiter den Bundespräsides. Der Bundespräses ist seit 2013 Msgr. Robert Kleine. Erzbischof Heiner Koch ist seit 2013 Ehrenbundespräses.
Die größte jährliche Veranstaltung auf Bundesebene ist das im September stattfindende Bundesfest, hinzu kommen der Bundesköniginnentag sowie der Bundesjungschützentag. Alle Veranstaltungen finden in gemeinsamer Ausrichtung mit einer lokalen Bruderschaft in wechselnden Ortschaften statt.
Die Jugendorganisation des Bundes ist der Bund der St. Sebastianus Schützenjugend (kurz: BdSJ). Das Organ des Verbandes ist die Verbandszeitschrift Der Schützenbruder.
Es besteht eine enge Kooperation mit dem Volksbund Deutsche Kriegsgräberfürsorge. Es wird den Mitgliedern die gegenseitige Mitgliedschaft nahegelegt.

## Geschichte
Nach anfänglicher Zusammenarbeit mit den Nationalsozialisten wurde die Bruderschaft 1936 wegen ihres oppositionellen Verhaltens am 5. März 1936 verboten und aufgelöst. Nach dem Krieg formierten sich zunächst lokal die Bruderschaften wieder neu. Erst am 1. Januar 1951 schlossen sich die Diözesanverbände zum Zentralverband der Historischen Deutschen Schützenbruderschaften zusammen.
Nach Streitigkeiten mit dem Deutschen Schützenbund wurde 1960 das Sportschießen ins Programm eigenständig aufgenommen. Drei Jahre später gründete sich die Jugendorganisation. Im Jahr 1967 wurde der Verbandsname auf den heutigen Namen geändert.
Der Marsch Schützenehre von Thomas Baum aus Korschenbroich wurde auf Beschluss des Präsidium am 12. Juni 2010 zum Bundesmarsch der Historischen Deutschen Schützenbruderschaften ernannt.
Am 12. März 2017 hat der BHDS in seinen Statuten einen früheren Beschluss aufgehoben, wonach Homosexuelle nicht zusammen mit ihrem Lebenspartner als Königspaar auftreten dürfen und öffnet sich jetzt auch für Muslime.
Der BHDS-Vorstand berichtete im März 2020 von verschiedenen Versuchen der Partei AfD, Einfluss auf den Bund zu nehmen. Emil Vogt sprach von „Vereinnahmungsversuchen“ der Partei. So habe sie im Zuge der Debatte um ein verschärftes Waffenrecht im Jahr 2019 den Bund und seine Bruderschaften gezielt kontaktiert und mit der AfD verbundene Personen aus Bundesländern, in denen keine Bruderschaften existieren, hätten hohe Geldspenden angeboten. Der BHDS lehnte diese Offerten ab und berichtete, dass die AfD das Ziel verfolge, „gerade Schützen- und andere Brauchtumsvereine zu unterwandern, um sich damit ein volkstümliches Mäntelchen umzulegen“ und als Volkspartei wahrgenommen zu werden. Am 22. August 2021 fasste der Hauptvorstand des Dachverbandes den Beschluss der „Unvereinbarkeit der Mitgliedschaft in einer dem im Bund der Historischen Deutschen Bruderschaften angehörigen Bruderschaft mit der Mitgliedschaft in der Partei Alternative für Deutschland (AfD)“, da das christliche Menschenbild der Bruderschaften den Zielen der AfD konträr entgegenstehe; rechte Populisten wollten „unter dem Deckmantel der Heimatverbundenheit Grenzen abschotten“ und Fremdenhass schüren; die Werte der Schützenbruderschaften setzten hingegen auf Miteinander und nicht auf Ausgrenzung. Hintergrund waren weitere Unterwanderungs- und Vereinnahmungsversuche der AfD im Vorfeld der Bundestagswahl im September 2021. In einer Werbekampagne zur Bundestagswahl spricht die AfD gezielt Brauchtumsfreunde mit einem Plakat an, auf dem Schützenhüte vor einer Schützenfahne mit dem BHDS-Leitmotiv „Für Glaube, Sitte und Heimat“ zu sehen sind.

## Kritikpunkte
Am 11. März 2012 fasste die Bundesvertreterversammlung in Leverkusen den Entschluss, dass das öffentliche Auftreten als gleichgeschlechtliches Königspaar nicht mit der christlichen Tradition der Bruderschaften vereinbar sei. Von Lesben- und Schwulenverbänden und anderen Organisationen wurde dies heftig als Diskriminierung von Homosexuellen kritisiert.
Zudem heißt es in Paragraph 2 der Satzung, dass die Bruderschaft „eine Vereinigung von christlichen Menschen sei“. Im August 2014 wurde einem Muslim, der in der zum Bund der historischen deutschen Schützenbruderschaften gehörenden St.-Georg-Bruderschaft in Werl Schützenkönig wurde, die Teilnahme am Bezirksschützenfest verwehrt und der St.-Georg-Bruderschaft mit dem Ausschluss aus dem Dachverband gedroht. Dem Muslim selbst wurde nahegelegt, zu konvertieren. Später wurde diese Entscheidung revidiert. Er durfte Schützenkönig bleiben, jedoch sein Amt nur für ein Jahr ausüben und nicht weiter aufsteigen. Nordrhein-Westfalens Integrationsminister sowie die Antidiskriminierungsstelle des Bundes kritisierten auch diese Entscheidung als nicht ausreichend.
Der Spiegel kommentierte den Anspruch des Bunds „Für Glaube, Sitte und Heimat“ mit den Worten: „Der christliche Glaube ist bei diesen Veranstaltungen in Wahrheit auch nicht mehr als der Deckmantel für ein vogelwildes Volksfest. Er ist Fassade, genau wie Uniformen und Ballkleider, wie Hochsteckfrisuren und Orden. Nach außen fromm und bieder, doch eigentlich Mensch und Sünder.“
Der Bund selbst wies die Kritik entschieden zurück: Der BHDS sei eine explizit katholische Bruderschaft mit entsprechender Identität und enger Bindung zur katholischen Kirche. Die Mitgliedschaft von Nicht-Christen sei damit generell nicht vereinbar. Jene, die dies nicht akzeptierten, schienen „geistige Gleichschaltung in Deutschland“ erzwingen zu wollen.
Im August 2015 kündigte die Leitung des BHDS unter Emil Vogt an, zukünftig nicht mehr homosexuelle Menschen diskriminieren zu wollen. Diese könnten als Mitglieder auch Schützenkönig werden und mit ihren Partnern das Schützenkönigspaar bilden. Gleiches solle für muslimische Mitglieder künftig gelten.